# Alfred Jansa
Alfred Johann Theophil Janša Edler von Tannenau (Stanislau, 16 luglio 1884 – Vienna, 20 dicembre 1963) è stato un generale austriaco, che in qualità di Capo di stato maggiore dell'esercito (1936-1938) si oppose fermamente ai tentativi di Adolf Hitler di annettere l'Austria al Terzo Reich.
Elaborò un piano operativo, denominato "Piano Jansa", che prevedeva di fermare un eventuale attacco della Wehrmacht sulla linea del fiume Traun in attesa dell'intervento di aiuti esterni, con particolare riferimento al Regio Esercito italiano. Posto in pensione il 1° marzo 1938, su esplicita richiesta tedesca messa per iscritto nell'articolo 8 dell'accordo di Berchtesgaden firmato da Hitler e dal cancelliere austriaco von Schuschnigg il 12 febbraio precedente, fu espulso dall'Austria su decisione di Reinhard Heydrich nel settembre dello stesso anno e messo al confino a Erfurt.
Nel 1939 gli fu tagliata la pensione e dovette iniziare a lavorare come agente assicurativo, e quando nel 1943 gli fu proibito di usare l'automobile divenne venditore di ricambi per automobili in una ditta della cittadina. Dopo la fine della guerra rientrò in Austria, e nonostante un tentativo del governo di affidargli nuovamente il comando dell'esercito, continuò a lavorare come venditore di ricambi per automobili fino alla data del suo pensionamento, nel 1954.

## Biografia
Nacque a Stanislau, in Galizia, allora parte integrante dell'Impero austro-ungarico, il 16 luglio 1884, figlio di Emanuel e Anna von Meyer.
Entrato nell'Imperiale e regio esercito nel settembre 1898, dopo essersi diplomato presso la Scuola cadetti di Vienna fu assegnato al k.u.k. Nr.72 Infanterieregiment di stanza a Bratislava, dove rimase tra il 1902 e il 1906. Tra il 1907 e il 1910 frequentò la Scuola di guerra (k.u.k. Kriegsschule). Il 1 novembre 1912 fu assegnato, con il grado di capitano, allo Stato maggiore dell'esercito comune, entrando in servizio presso lo staff dell'Ispettore dell'esercito e Governatore della Bosnia-Erzegovina feldzeugmeister Oskar Potiorek, a Sarajevo.
Lì assistette, come capitano della 9ª Brigata da montagna, all'attentato che causò la morte dell'arciduca ereditario Francesco Ferdinando, avvenuto il 28 giugno 1914, che causò lo scoppio della prima guerra mondiale.
Durante il conflitto lavorò come ufficiale di stato maggiore in quasi tutti i teatri di guerra, operando per tre volte come ufficiale di collegamento con i comandi dell'alleato tedesco. Dal 27 luglio 1914 al 25 dicembre dello stesso anno prestò servizio presso il comando della 6. Armee, e poi fino al 24 settembre 1915 presso quello della 5. Armee. allora al comando dell'Arciduca Eugenio.
Dal settembre 1915 al febbraio 1916 operò nei Balcani presso lo stato maggiore del feldmaresciallo August von Mackensen, di cui conquistò la fiducia (allo stesso modo incontrò il suo capo di stato maggiore, il generale Hans von Seeckt, che nel primo dopoguerra avrebbe guidato la ricostruzione della Reichswehr). Successivamente lavorò anche per lo stato maggiore del generale tedesco Otto von Below in Macedonia. Trascorse gran parte del 1917 presso le unità austro-ungariche operanti sul fronte russo. Nel 1918, infine, fu assegnato come ufficiale di collegamento presso il comando della 14. Armee tedesca del generale Konrad Krafft von Dellmensingen sul fronte italiano.

### Tra le due guerre mondiali
Dopo la fine della guerra e la caduta della monarchia lasciò la vita militare, andando a lavorare come addetto alla censura presso l'Ufficio del Ministero della finanze a Salisburgo. L'8 aprile 1919 sposò la signorina Judith Reviczky von Revisnye.
Nell'estate del 1920 fu reintegrato nel Volkswehr, l'esercito della Prima Repubblica Austriaca, dove divenne capo di stato maggiore della 3ª Brigata di stanza a St. Pölten, nella bassa Austria. Promosso generalmajor il 28 giugno 1930, assunse il comando della brigata che conservò fino al 1932. All'inizio del 1933 fu inviato come delegato dell'Austria alla fallita Conferenza mondiale sul disarmo che si tenne a Ginevra tra il 1932 e il 1934.
Nel corso del 1933 divenne addetto militare a Berlino presso la Repubblica di Weimar. Grazie ai suoi eccellenti collegamenti, risalenti al tempo della prima guerra mondiale, non solo ebbe un'approfondita conoscenza del riarmo della Wehrmacht iniziato nel 1935, ma fu anche in grado di ottenere un'immagine fedele del nuovo regime nazionalsocialista al potere. Pienamente consapevole del pericolo che proveniva dalla Germania di Hitler, nel corso del 1935 fu richiamato in Patria dal governo dittatoriale sotto la guida di Kurt Alois von Schuschnigg, e gli venne affidato il comando della Sezione III del Ministero della difesa nazionale a partire dal 1º giugno. Divenne de facto Capo di Stato maggiore generale, anche se assunse ufficialmente questo titolo solo dopo l'introduzione del servizio di leva obbligatorio, avvenuta il 1º aprile 1936.
Il suo compito principale fu subito il rapido potenziamento dell'esercito al fine di poter resistere alle mire annessionistiche tedesche, ma non vi erano fondi di bilancio sufficienti per i suoi piani di vasta portata. Fu elaborato un articolato piano difensivo ("piano Jansa"), cercando di ottenere il sostegno del Regno d'Italia, e fu progettato un sistema di fortificazioni, i cui lavori vennero avviati all'inizio del 1938. Il piano di difesa dagli attacchi tedeschi prevedeva che l'esercito austriaco si attestasse sulla linea del fiume Traun, evitando allo stesso tempo una battaglia decisiva per guadagnare tempo fino a quando altre nazioni, e tra queste vi era principalmente l'Italia, potessero intervenire in aiuto.
Il suo chiaro rifiuto del predominio del Terzo Reich e le sue energiche richieste per i fondi da destinare alla difesa divennero ben conosciuti alla leadership tedesca. Non fu una sorpresa che tra le richieste rivolte da Hitler al cancelliere Schuschnigg, quando fu firmato l'accordo di Berchtesgaden il 12 febbraio 1938 vi fosse la sua rimozione dall'incarico di Capo di stato maggiore dell'esercito. Il 17 febbraio fu sostituito dal maggiore generale Franz Böhme in base all'articolo 8 dell'accordo, con la motivazione ufficiale che egli avesse raggiunto il limite di età. Non fu ufficialmente informato di questa decisione, che apprese dalla radio e dalla stampa, presentando immediatamente le sue dimissioni. Il 16 febbraio fece la sua visita di commiato al presidente Miklas, il quale disse con rammarico che Schuschnigg non voleva alcuna resistenza militare contro la Germania nazista. Il 1º marzo fu messo ufficialmente in pensione.
Con l'Anschluss avvenuto l'11 dello stesso mese, la sua situazione peggiorò rapidamente. Il 28 settembre ricevette l'ordine di presentarsi alla sede della Gestapo di Vienna dove fu informato che, su decisione di Reinhard Heydrich, egli era espulso dal territorio austriaco, e a partire dal giorno 30 doveva trasferirsi a Erfurt, in Turingia, posto al confino. Se avesse rifiutato sarebbe stato rinchiuso in un campo di concentramento. Nel 1939 la sua pensione fu ridotta di un terzo per aver partecipato ad attività antinaziste prima del 1938, e al fine di finanziare lo studio universitario delle proprie figlie a Vienna iniziò a lavorare come agente assicurativo presso il gruppo Gerling. Nel 1943 ricevette la proibizione di spostarsi in macchina come rappresentante, e andò a lavorare come venditore di ricambi per automobile.

### Dopo la fine della Seconda Guerra Mondiale
Nel maggio 1945, dopo la liberazione del campo di concentramento di Buchenwald, posto vicino a Erfurt, i prigionieri austriaci lo visitarono per ringraziarlo per il suo sostegno morale. Rimase momentaneamente nella cittadina anche quando questa passò dal controllo dell'esercito americano a quello dell'Armata Rossa sovietica, al fine di salvare l'arredamento della sua casa e trasferirlo in Austria. Dovette ben presto abbandonare l'idea, e nella primavera del 1946 si trasferì dapprima a Graz, raggiungendo poi Vienna all'inizio del 1947.
Il 15 gennaio fu invitato a parlare del futuro esercito austriaco con il cancelliere Leopold Figl, il ministro degli esteri Karl Gruber e il segretario di stato Ferdinand Graf.
Questi politici dell'ÖVP si aspettavano a breve la conclusione anticipata del Trattato di Stato austriaco  con le quattro potenze occupanti, e volevano nominarlo come capo di stato maggiore del nuovo esercito. Riprese a lavorare per la filiale di Vienna della ditta di ricambi automobilistici per la quale aveva già lavorato a Erfurt, fino al compimento del suo settantesimo compleanno nel 1954. Si spense a Vienna il 20 dicembre 1963, e l'esercito ne onorò la memoria intitolandogli la Jansakaserne per mezzi corazzati a Grossmittel, nei pressi di Wiener Neustadt, sede del Panzegranadierbattaillon 35.

### Annotazioni
1. ↑  Suo padre all'epoca ricopriva il grado di Oberst nell'Imperiale e regio esercito austro-ungarico.
2. ↑  Secondo le sue stime, il generale Jansa si aspettava in attacco tedesco nel 1939.
3. ↑  Schuschnigg aveva ceduto, per non irritare Hitler, mantenendo comunque un ufficiale che considerava rappresentante della politica di resistenza al nazismo.
4. ↑  Tale trattato fu firmato solo nel 1955, e in quello stesso anno fu costituito il nuovo Bundesheer.

### Fonti
1. 1 2 3 4 5 6 7 8  Zeinar 2006, p. 668.
2. 1 2 3 4 5 6 7 8 9 10 11 12 13 14 15 16 17 18 19 20 21 22 23  Die Presse.
3. ↑  Broucek, Jansa 2011, p. 137.
4. ↑  Broucek, Jansa 2011, p. 154.
5. ↑  Broucek, Jansa 2011, p. 175.
6. ↑  Broucek, Jansa 2011, p. 209.
7. ↑  Broucek, Jansa 2011, p. 211.
8. 1 2  Broucek, Jansa 2011, p. 12.
9. ↑  Broucek, Jansa 2011, p. 224.
10. 1 2  Broucek, Jansa 2011, p. 227.
11. 1 2  Deak 1990, p. 210.
12. 1 2  Broucek, Jansa 2011, p. 247.
13. ↑  Broucek, Jansa 2011, p. 274.
14. ↑  Broucek, Jansa 2011, p. 424.
15. ↑  Broucek, Jansa 2011, p. 13.
16. 1 2 3 4 5 6 7 8  Broucek, Jansa 2011, p. 14.
17. 1 2  Bradberry 2012, p. 279.
18. ↑  Bradberry 2012, p. 280.